# 2018년 짐바브웨 대통령 선거
2018년 짐바브웨 대통령 선거는 2018년 7월 30일 짐바브웨에서 치러졌다. 2017년 쿠데타 이후 8개월 만에 치러진 이번 선거는 로버트 무가베 전 대통령이 후보가 아닌 독립 이후 처음이다.
짐바브웨의 여당인 짐바브웨 아프리카 민족 연맹 - 애국 전선(ZANU-PF)는 국회와 상원 모두에서 다수 의석을 차지하면서 선거에 뛰어들었다. 제1야당인 민주변화운동 - 창기라이(MDC-T)는 MDC-T와 6개 소규모 정당을 포함한 연합인 MDC 동맹의 일부로 선거에 참여했다. 이번 선거는 ZANU-PF가 짐바브웨의 제9대 의회에서 양원을 장악할 수 있도록 했지만, 각각 과반수가 감소했다. MDC 연합은 양원에서 의석을 확보하여 ZANU-PF의 패배와 거의 일치한다.
대통령 선거에서는 2017년 쿠데타로 대통령이 된 에머슨 음낭가과가 ZANU-PF 후보로 출마했다. MDC-T의 당수 모건 창기라이가 2018년 2월에 사망했고, 새 당수 넬슨 차미사가 그를 대신하여 MDC 동맹 후보가 되었다. MDC 동맹에 의해 논쟁된 결과, 음낭가과는 50.8%의 득표율로 44.3%를 얻어 결선투표를 피하는 데 필요한 과반수를 얻었다. 음낭가과는 전국 10개 주 중 6개 주를 차지했고, 차미사는 하라레와 불라와요를 포함한 4개 주를 차지했다. 이는 야당이 ZANU-PF의 38년 집권기를 깨는 데 2008년 이후 가장 근접한 것이다.

## 배경
2017년 쿠데타 이후 선거가 치러질 가능성이 의심스러워졌다. 2017년 11월 22일 ZANU-PF 대변인은 에머슨 음낭가과가 2018년 9월 또는 그 이전에 치러질 총선에 앞서 로버트 무가베의 남은 임기를 채울 것이라고 밝혔다. 2018년 3월 20일, 음낭가과는 2018년 7월에 선거를 치르기를 기대하고 있다고 말했다. 5월 30일이 선거일로 정해졌다.

## 선거 제도
짐바브웨의 대통령은 결선투표제로 선출된다.
국회의원 270명은 1인 선거구에서 210명, 6인 선거구에서 비례대표로 선출된 여성 60명으로 구성돼 있다. 유권자들은 한 표를 던지는데, 이것은 두 선거 형태에 모두 반영된다. 상원 의원 80명에는 정당명부를 사용하여 비례대표로 6명으로 구성된 10개 선거구(지방 기준)에서 선출된 60명의 의원이 포함되어 있다.명부 상부에 여성이 있어야 하며 남성과 여성이 번갈아 나타나야 한다. 나머지 20석에는 장애인을 위한 2석과 전통적인 족장들을 위한 18석이 포함되어 있다.
짐바브웨 헌법에 따르면 총선은 2018년 8월 21일 종료되는 현 의회 임기의 공식 만료일 이전에 실시해야 한다.

## 대통령 후보
2015년 장기 대통령인 로버트 무가베는 2018년 재선에 도전하겠다고 선언했고, 선거 당시 94세였음에도 불구하고 ZANU-PF 후보로 채택되었다. 2017년 11월 군사 쿠데타 사건과 ZANU-PF의 대표직 사임 이후 무가베는 2017년 11월 21일 탄핵 청문회 도중 사임했다. 그의 후임자 음낭가과는 취임 직후 ZANU-PF 후보로 선정되었다. 2018년 7월 29일 무가베는 에머슨 음낭가과나 ZANU-PF 정당을 지지하지 않겠다고 발표했다.
짐바브웨의 오랜 야당 지도자인 모건 창기라이가 2018년 2월 6일 창기라이가 위독하다는 발표와 MDC 당 소식통이 "최악의 사태에 대비해야 한다"고 말한 이후 선거에 출마할지는 알려지지 않았다. 창기라이는 그 후 2월 14일에 사망했다. 창기라이의 후임으로 넬슨 차미사가 MDC 후보가 되었다.
2017년 10월 20일, 9개 정당으로 구성된 연합(CODE)은 짐바브웨의 쇄신민주당 대표 엘튼 망고마를 대통령 후보로 지명했다.
2014년 당에서 축출되기 전 ZANU-PF의 부통령이었던 조이스 무주루도 출마를 등록했다. 넬슨 차미사와 결별한 뒤 MDC 이탈파를 이끌고 있는 토코자니 쿠페 전 부총리도 후보로 나섰다.
총 23명의 후보자들이 선거에 출마했다.

## 결과
8월 1일 짐바브웨 선거관리위원회는 여당인 ZANU-PF가 의회의 과반 의석을 차지했음을 보여주는 예비 결과를 발표했다. 8월 3일 위원회는 에머슨 음낭가과 현 대통령을 50%가 조금 넘는 득표율로 당선자로 선언했다.이는 2008년 창기라이가 1차 투표에서 무가베를 결선투표로 몰아넣은 이후 야당이 ZANU-PF의 집권 종식에 가장 근접한 것으로, 무가베 지지자들의 협박과 폭력으로 무가베가 결선투표를 강행한 반면, MDC-T는 다수 의석을 차지했다.